# La Pisana

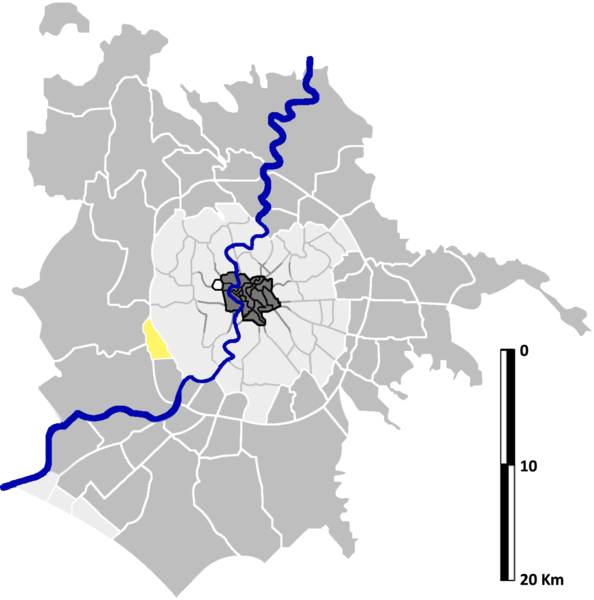
Localisation de La Pisana sur la carte administrative de Rome.

La Pisana est une zona di Roma (zone de Rome) située à l'ouest de Rome dans l'Agro Romano en Italie. Elle est désignée dans la nomenclature administrative par Z.XLIV et fait partie des Municipio XI et Municipio XVI. Sa population est de 720 habitants répartis sur une superficie de 5,24 km2.

## Histoire
Le nom de cette zone vient de la via della Pisana.

## Lieux particuliers
- Le siège du Conseil régional du Latium.